# Celebesia tingaudi
Celebesia tingaudi är en skalbaggsart som beskrevs av Alexis och Delpont 1998. Celebesia tingaudi ingår i släktet Celebesia och familjen Cetoniidae. Inga underarter finns listade.